# 2010年バンクーバーオリンピックのアイスランド選手団

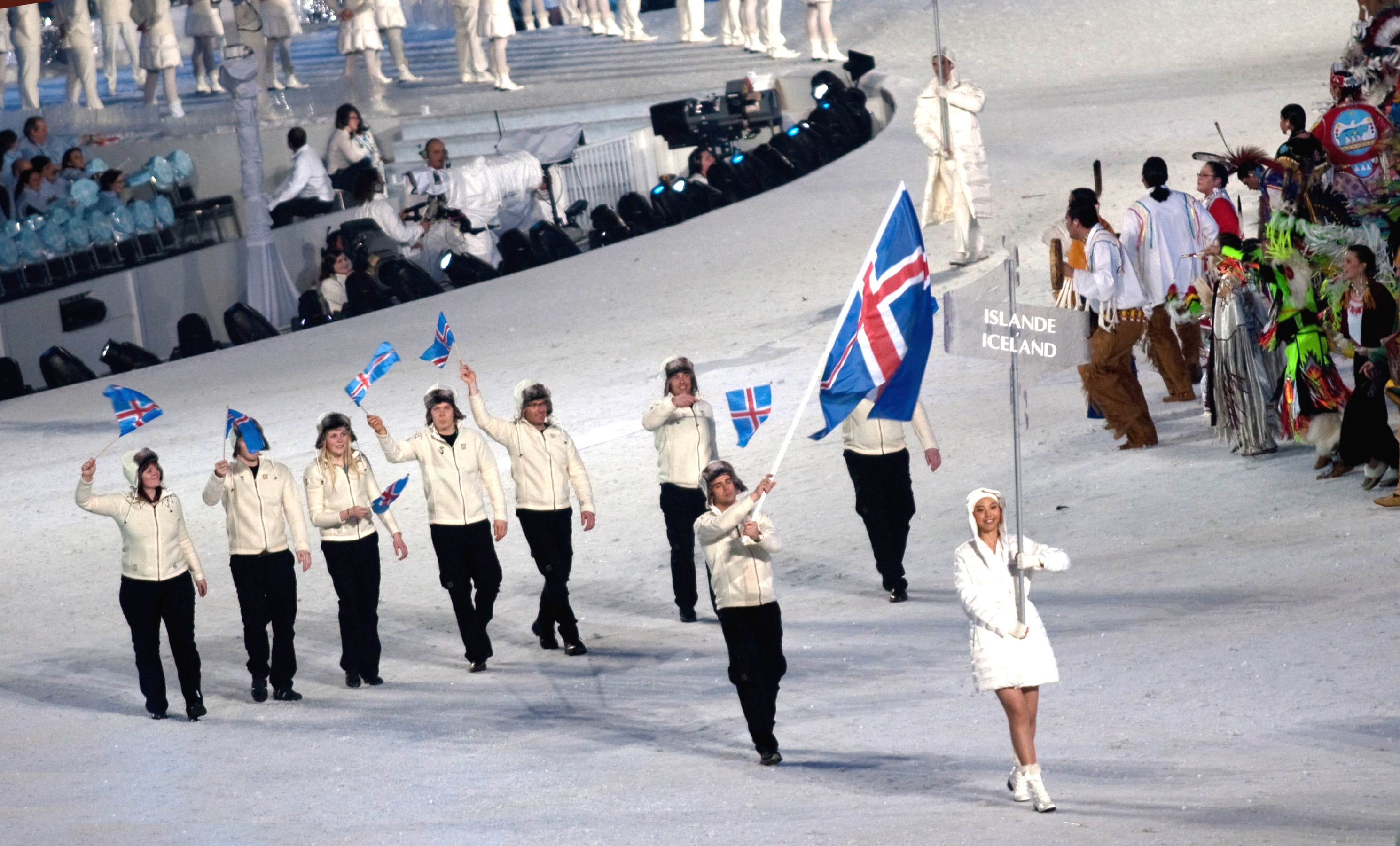
開会式でのアイスランド選手団の入場

2010年バンクーバーオリンピックのアイスランド選手団（2010ねんバンクーバーオリンピックのアイスランドせんしゅだん）は、2010年2月12日から2月28日にかけてカナダのバンクーバーで開催された2010年バンクーバーオリンピックのアイスランド選手団の名簿。

## 選手団
- 人員: 選手 4人
- 開会式旗手: ビョルグヴィン・ビョルグヴィンソン

## 種目別選手・スタッフ名簿及び成績

### アルペンスキー
| 選手                                   | 種目               | 1回目     | 1回目    | 2回目     | 2回目    | 合計      | 合計     |
| 選手                                   | 種目               | 結果      | 順位     | 結果      | 順位     | 結果      | 順位     |
| -------------------------------------- | ------------------ | --------- | -------- | --------- | -------- | --------- | -------- |
| ビョルグヴィン・ビョルグヴィンソン     | 男子大回転         | 1分21秒44 | 42位     | 1分25秒27 | 45位     | 2分46秒71 | 43位     |
| ビョルグヴィン・ビョルグヴィンソン     | 男子回転           | 途中棄権  | 途中棄権 | 途中棄権  | 途中棄権 | 途中棄権  | 途中棄権 |
| ステファウン・ヨウン・シグルゲイルソン | 男子回転           | 途中棄権  | 途中棄権 | 途中棄権  | 途中棄権 | 途中棄権  | 途中棄権 |
| ステファウン・ヨウン・シグルゲイルソン | 男子スーパー大回転 | -         | -        | -         | -        | 1分39秒12 | 45位     |
| アウルニ・ソルヴァルソン               | 男子スーパー大回転 | -         | -        | -         | -        | 途中棄権  | 途中棄権 |
| イリス・グズムンズドッティル           | 女子回転           | 途中棄権  | 途中棄権 | 途中棄権  | 途中棄権 | 途中棄権  | 途中棄権 |
| イリス・グズムンズドッティル           | 女子スーパー大回転 | -         | -        | -         | -        | 途中棄権  | 途中棄権 |